# Senillé
Senillé är en kommun i departementet Vienne i regionen Nouvelle-Aquitaine i västra Frankrike. Kommunen ligger i kantonen Châtellerault-Sud som tillhör arrondissementet Châtellerault. År 2018 hade Senillé 791 invånare.

## Befolkningsutveckling
Antalet invånare i kommunen Senillé
| Referens: INSEE |